# Ryhill and Camerton
Ryhill and Camerton var en civil parish från 1866 till 1935 då den blev en del av Thorngumbald och Burstwick, i grevskapet East Riding of Yorkshire, i England. Civil parish var belägen 4 km från Hedon och hade 271 invånare år 1931.